# Usia grisea
Usia grisea är en tvåvingeart som beskrevs av Efflatoun 1945. Usia grisea ingår i släktet Usia och familjen svävflugor. Inga underarter finns listade i Catalogue of Life.